# Justice (Illinois)
Justice – wieś w Stanach Zjednoczonych, w stanie Illinois, w hrabstwie Cook.